# Togolàndia Occidental
Togolàndia Occidental (en francès: Togoland occidental) és una zona de la República de Ghana. La zona de Togolàndia occidental es divideix en cinc regions: Volta, Oti, regió septentrional, regió nord-oriental i regió superior oriental.
Togolàndia Occidental és membre de l'Organització de Nacions i Pobles no Representats (UNPO) des de 2017.

## Història
Alemanya va establir el protectorat de Togolàndia en 1884. Sota l'administració alemanya, el protectorat va ser considerat com una colònia model o Musterkolonie i va experimentar una edat d'or. Durant la Primera Guerra Mundial en 1914, Gran Bretanya i França van envair el protectorat. Després de la derrota alemanya i la signatura del Tractat de Versalles, la part occidental del Togolàndia es va convertir en un mandat britànic, el Togolàndia britànic.
Després de la Segona Guerra Mundial, el Togolàndia britànic es va convertir en un territori fideïcomissari de les Nacions Unides que estava sota administració britànica.
En 1957 van votar en un plebiscit per a formar part del que avui és Ghana.
El 7 de maig de 2019, l'executiu nacional del grup separatista de Volta, HSGF, Emmanuel Agbavor ha rebutjat les afirmacions que el grup tenia una milícia, i el 9 de maig de 2017 la Homeland Study Group Foundation (HSGF) va intentar sense èxit declarar la independència del Togolàndia occidental. El mateix dijous 9 de maig de 2019, el Servei de Policia de Ghana va anunciar la detenció dels vuit líders de la Homeland Study Group Foundation per planejar declarar la secessió de Ghana.
El 25 de setembre de 2020, els secessionistes van ordenar a les forces de seguretat de Ghana que sortissin de la regió de Volta després d'atacar diverses comissaries de policia en el districte de North Tongu d'aquella regió. En un comunicat de premsa en el qual declaren la seva secessió de Ghana, els habitants de Togolàndia Occidental, sota la direcció del Togbe Yesu Kwabla Edudzi II, han dit que es mantindran els bloquejos de carreteres fins que "Ghana accepti acudir a la taula de negociacions, amb l'esperada facilitació de l'ONU". A més, van exigir l'alliberament immediat de tots els detinguts a causa de la lluita per la independència del Togolàndia occidental i la terminació immediata de tots els procediments judicials connexos.

## Demografia
Al voltant de 4 milions de persones viuen a Togolàndia Occidental. Els idiomes de Togolàndiaia Occidental inclouen l'ewe, l'adangme, l'avatime, el nyangbo-tafi, el logba i molts d'altres. També s'hi parlen l'anglès, el francès i l'alemany,
Les principals religions són el cristianisme, l'islam, l'ifà i el vodú. La majoria de la gent d'aquesta regió són ewes.